# سانگیوان ۲۳۶۸۶
سیارک ۲۳۶۸۶ (به انگلیسی: 23686 Songyuan، نامگذاری:1997JZ7) بیست و سه هزار و ششصد و هشتاد و ششمین سیارک کشف شده‌است که در ۸ مه ۱۹۹۷ کشف شد.
قدر مطلق سیارک برابر ۲۴.۵ است.